# Roberto Di Matteo
Roberto Di Matteo (ur. 29 maja 1970 w Szafuzie) – włoski trener piłkarski i piłkarz szwajcarskiego pochodzenia występujący najczęściej na pozycji środkowego pomocnika; menadżer Chelsea F.C i FC Schalke 04.

## Kariera klubowa
Roberto Di Matteo zawodową karierę rozpoczynał w 1988 roku w FC Schaffhausen. W pierwszym sezonie występów w tym zespole zaliczył osiemnaście ligowych spotkań, a w kolejnym zagrał już w 31 meczach i zdobył dwa gole. Latem 1991 roku przeniósł się do drużyny FC Zürich, w barwach której w 34 pojedynkach sześć razy wpisał się na listę strzelców. Kolejny sezon Di Matteo spędził w FC Aarau, z którym wywalczył mistrzostwo kraju. W 1993 roku włoski gracz trafił do grającego w Serie A S.S. Lazio. W ekipie „Biancocelestich” od razu zdobył sobie miejsce w podstawowej jedenastce.
Po trzech sezonach spędzonych na Stadio Olimpico Di Matteo zdecydował się jednak zmienić klub i za rekordową wówczas sumę 4,9 milionów funtów odszedł do Chelsea. Razem z „The Blues” zajął szóste miejsce w tabeli Premier League i zapewnił sobie udział w Pucharze UEFA. W kolejnych sezonach londyński zespół nigdy nie kończył rozgrywek na gorszym miejscu niż szóste, a Roberto przez ponad trzy lata był podstawowym zawodnikiem Chelsea. W sezonie 1999/2000 u Włocha zaczęły się pojawiać problemy ze zdrowiem. Przez kontuzję nogi Di Matteo przez bardzo długi czas odpoczywał od futbolu, by w 2002 roku zakończyć karierę. Następnie Włoch otworzył w Londynie sieć restauracji. Z Chelsea wywalczył między innymi Puchar Zdobywców Pucharów w 1998 roku.

## Kariera reprezentacyjna
W reprezentacji Włoch Di Matteo zadebiutował 16 listopada 1994 roku w spotkaniu przeciwko Chorwacji, kiedy to trenerem Włochów był Arrigo Sacchi. Razem z drużyną narodową wystąpił na Euro 1996, jednak Włosi udział w turnieju zakończyli na rundzie grupowej. Dwa lata później włoski pomocnik znalazł się w kadrze Italii na Mistrzostwa Świata we Francji. Reprezentacja prowadzona wówczas przez Cesare Maldiniego dotarła do ćwierćfinału, w którym przegrał po rzutach karnych 3:4 z Francją. Na mundialu Di Matteo wystąpił tylko w dwóch spotkaniach fazy grupowej. Łącznie dla zespołu narodowego zaliczył 34 spotkania i dwa gole.

## Kariera trenerska
2 lipca 2008 roku Di Matteo został trenerem klubu Milton Keynes Dons. Na stanowisku tym zastąpił Paula Ince'a, który zaczął pracować z Blackburn Rovers. 30 czerwca 2009 roku Włoch został szkoleniowcem West Bromwich zastępując Tony’ego Mowbraya. 6 lutego 2011 władze West Bromwich poinformowały o zwolnieniu menedżera Roberto Di Matteo. Powodem były słabe wyniki drużyny. 29 czerwca 2011 został asystentem André Villasa-Boasa w Chelsea. 4 marca 2012, po ogłoszeniu przez klub informacji o zwolnieniu dotychczasowego szkoleniowca, Di Matteo został menadżerem Chelsea do końca sezonu. 24 kwietnia 2012 w półfinale Ligi Mistrzów Chelsea wygrała w Londynie (1:0) i zremisowała w Katalonii (2:2) z Barceloną i tym samym zakwalifikowała się do finału Ligi Mistrzów. 5 maja roku 2012 zdobył pierwsze trofeum klubowe – Puchar Anglii.
19 maja 2012 roku wraz z Chelsea FC zdobył Puchar Ligi Mistrzów wygrywając z Bayernem Monachium w rzutach karnych 4:3 po uzyskaniu wyniku 1:1 w regulaminowym czasie gry. 13 czerwca 2012 roku podpisał dwuletni kontrakt z Chelsea, który czyni go trenerem pierwszej drużyny.
31 sierpnia 2012 jego drużyna przegrała mecz o Superpuchar Europy z Atlético Madryt 1:4. 21 listopada 2012 roku z powodu słabych wyników Di Matteo został zwolniony z funkcji trenera Chelsea.
7 października 2014 FC Schalke 04 poinformowało o zatrudnieniu Di Matteo jako pierwszego trenera.
Od 2016 roku trenował Aston Villę. Po 19 spotkaniach, w których podopieczni Di Matteo odnotowali jedynie jedną wygraną, trener został zwolniony.